# 佐藤勝
佐藤 勝（さとう まさる、1928年〈昭和3年〉5月29日 - 1999年〈平成11年〉12月5日）は、日本の作曲家。北海道留萌市出身。

## 略歴
生家の近くに映画館があり、母親が映画好きだった事を受け勝は映画に興味をもち、そこから流れる音楽に心打たれた彼は将来映画音楽を担当する作曲家になろうと心に決める。旧制留萌中を経て国立音楽学校にて音楽を学び、岡本敏明に師事。卒業後は映画音楽家を志して卒業1週間前に知り合った作曲家の早坂文雄の門下に入り、音楽学校の講師やバンドマンで生計をたてながら早坂に師事する。また、同じ北海道出身の作曲家・伊福部昭の作品にも大きな影響を受けた。
1952年（昭和27年）、映画『三太と千代ノ山』（新理研映画）で映画音楽を初担当。早坂の死去により未完となった黒澤明監督作品『生きものの記録』（1955年）の音楽を遺稿をもとに完成させ、それ以来黒澤作品の常連作曲家となる。他にも石原裕次郎主演作品、東宝特撮SF作品、五社英雄監督作品など、日本映画を代表する数々の映画音楽を手がけた。特に岡本喜八監督作品は9割近くを手がける不動のコンビぶりで数々の作品を残した。歌はそれほど多く作っておらず、大部分が映画やテレビドラマの主題歌だが、中では「若者たち」が大ヒット作として長らく親しまれ続けている。
1999年に勲四等旭日小綬章を受賞しそのパーティーの最中に倒れ、東京都内の病院に入院するも同年12月5日午後6時40分に心不全のため、死去した（享年71歳）。

## 作曲姿勢と制作エピソード
「映画音楽は映像・作劇に溶け込むことで、初めて効果を生み出せるもの」という信念に立ち、自分の音楽がいかに映画に貢献できるかということに徹底してこだわり続けた。そのため、画に合わせるために自曲をカットすることにも何ら躊躇はなく、しかし一方では「劇伴」という映画音楽を意味する業界用語に関しては「戦前から連なる映画音楽に対する差別用語」として激しく嫌悪し続け、「俺は劇の伴奏なんか一度たりとも書いたことはない!」、「劇伴なんて言葉を使う監督とは組みたくない」といった発言を多く残している。
映画音楽のサウンドトラック・アルバムが見直された1970年代後半になると、自作サントラを組曲に編曲したものをレコード用に書き下ろすことも多くなり、その代表が『あゝ野麦峠』『皇帝のいない八月 ~DER KAISER IST NICHT AM AUGUST~』である。これはレコードを通して映画や映画音楽に興味を持ってもらえたらという、自身の願いをこめたものでもあった。
黒澤明とは、『生きものの記録』の仕上げを担当したことを契機に、以後『赤ひげ』までコンビを組む。『蜘蛛巣城』では能楽を勉強してその要素を取り入れ、『隠し砦の三悪人』では軽快なマーチ「六郎太のテーマ」を作曲した。黒澤作品の音楽で最もよく知られる「ドーン、ドーン」という打楽器の音は、元々佐藤が作ったものであるが、『影武者』の池辺晋一郎、『乱』の武満徹がティンパニのみで表現したのに対し、佐藤のそれは和太鼓を交えるものであり、作品世界に奥行きを与えるものに仕上がっている。黒澤とは『影武者』のとき決裂したが、理由は黒澤の要望が「グリーグのペールギュントそっくりに作ってくれ」というものであり「いかに天才でも名曲そっくりで、それを超える作品は作れない」と断ったために起きた軋轢だった。
特撮作品も手がけており、中でも『日本沈没』はその「滅亡と復活」をテーマにしたサントラが知られている。本編に流れるのはジャズ・シンフォニーを基調にしたものであるが、その用法においては東京壊滅のシーンに「復活のテーマ」をぶつけるなど、従来の常識とは異なった曲付けをしている。
戦争映画では東宝の8.15シリーズを手がけているが、『沖縄決戦』では離島の集団自決シーンにわざと明るい音楽をあてて、曲の基本は沖縄古来の琉球音階に置くものの、三線など沖縄固有の楽器は用いず、オーケストラで演奏した。佐藤の戦争作品でもっとも有名で人気があるのは『日本海大海戦』の「日本海マーチ」であり、金管楽器と木管楽器が織り成す軽快な行進曲に男女混声合唱が加わるこの曲は、戦争音楽の傑作として知られている。
ゴジラシリーズでは、ゴジラを擬人化してその行動や感情を表現するという手法をとっていたが、佐藤自身は快調にはならなかったと評している。尊敬する伊福部に続き『ゴジラの逆襲』を担当できたことに感動したというが、その後のシリーズで佐藤調を確立することはできなかったと述懐している。怪獣映画では、音色と音型に気を遣っているといい、行儀の良い音型では面白くならず、テクニックのない人間には絶対にできないと述べている。
日本アカデミー賞の音楽部門は何度も受賞しており、中でも第1回の『幸福の黄色いハンカチ』は、叙情たっぷりに夫婦の愛を歌い上げる「勇作と光枝のテーマ」、ロードムービーにふさわしい軽快でリズミカルなサントラは佐藤の楽曲の代表といえる。
作曲手法については、まず脚本を読み、優れた脚本であれば、行間からすらすらと曲が聞こえてきて、悪い脚本だと何も聞こえず困ってしまったという。ラッシュは「何度も見ると印象が薄くなる」という理由で、1度だけ見て、そのときの印象を大切にして曲想を練り、監督との打ち合わせに臨んだという。基本的にジャズが曲調の基礎にあったが、その枠にとらわれず、ときにはシンセサイザーを使うなど革新的な一面もあった。予算が許す場合は大編成のシンフォニー風でまとめることも少なくなく、そのひとつ『皇帝のいない八月 ~DER KAISER IST NICHT AM AUGUST~』のプログラムでは、自分の育ったような地方都市では映画館がオーケストラ音楽に触れる貴重な場であったと記し、下記のコンサート活動にも通じる思いを語っている。
佐藤と組んだ監督の岡本喜八や福田純らは、佐藤の音楽について自身らの演出プランからは予想外のいい意味で思いがけないことが起こると語っていたという。福田作品においては、陽性な娯楽色の強い楽曲が特色となっている。
映画音楽専門の作曲家として、生涯に300を超える作品に携わったが、映画を通して管弦楽の響きに親しんで欲しいという思いもあり、郷里の留萌市をはじめ各地で映画音楽を中心としたコンサートを幾度も開いた。
映画音楽の制作環境は時代とともに良くなっており、演奏や録音にたっぷり時間をかけられればアメリカ映画に匹敵するものもできるが、日本映画では時間や予算がかかるものは実現が難しいと述べている。

## 主なアシスタント出身者
・久石譲

## 主な担当作品

### 映画
- 三太と千代の山（1952年）[2]
- 三太頑れっ!（1953年）
- 秘めたる母（1953年）
- 浮気天国（1953年）
- 若夫婦は朝寝坊（1954年）
- 厳ちゃん先生行状記 処女合戦（1954年）
- 和蘭囃子（1954年）
- 千姫（1954年）
- 大利根の対決（1955年）
- 生きものの記録（1955年[注釈 1]）[2]
- ゴジラシリーズ（東宝）
  - ゴジラの逆襲（1955年）[5][16]
  - ゴジラ・エビラ・モスラ 南海の大決闘（1966年）[5][16]
  - 怪獣島の決戦 ゴジラの息子（1967年）[5][16]
  - ゴジラ対メカゴジラ（1974年）[5][16]
- 六人の暗殺者（1955年）[2]
- 新鞍馬天狗 夕立の武士（1955年）
- 獣人雪男（1955年）[17]
- 江戸一寸の蟲（1955年）
- 帰って来た若旦那（1955年）
- 柿の木のある家（1955年）
- 顔役 (ボス)（1955年）
- 太陽の季節（1956年・日活）
- 火の鳥 (1956年、日活)
- 狂った果実（1956年・日活）
- 沖縄の民（1956年・日活）
- 蜘蛛巣城（1957年）[2]
- 街燈（1957年）
- 無法一代（1957年・日活）
- 大番シリーズ（1957年 - 1958年）
- どん底（1957年）
- 俺は待ってるぜ（1957年・日活）
- 悪徳 （1958年）
- 錆びたナイフ（1958年・日活）
- 陽のあたる坂道（1958年・日活）
- 美女と液体人間（1958年・東宝）
- 風速40米（1958年・日活）
- 紅の翼（1958年・日活）
- 隠し砦の三悪人（1958年・東宝）
- 第三の死角（1959年・日活）
- 若い川の流れ（1959年・日活）
- 今日に生きる（1959年・日活）
- 男が爆発する（1959年・日活）
- 世界を賭ける恋（1959年・日活）
- 男なら夢をみろ（1959年・日活）
- 独立愚連隊（1959年・東宝）
- 男対男（1960年）
- 悪い奴ほどよく眠る（1960年・東宝）
- 独立愚連隊西へ（1960年・東宝）
- 闘牛に賭ける男（1960年・日活）
- 十六歳（1960年・日活）
- 暗黒街の弾痕（1961年）
- 用心棒（1961年・東宝）
- 椿三十郎（1962年・東宝）
- 天国と地獄（1963年・東宝）
- 陸軍残虐物語 （1963年・東映）
- 五番町夕霧楼（1963年・東映）
- おかしな奴（1963年・東映）
- 江分利満氏の優雅な生活（1963年、コーラスの指揮者役で特別出演）
- 間諜（1964年）
- 廓育ち（1964年）
- ああ爆弾（1964年）
- 赤ひげ（1965年・東宝）[2]
- 姿三四郎（1965年、1977年・全作東宝）
- 悪の階段（1965年）
- 股旅 三人やくざ (1965年)
- 霧の旗（1965年（松竹）・1977年（東宝））
- 100発100中（1965年）
- 冷飯とおさんとちゃん（1965年・東映）
- 愛欲（1966年）
- 組織暴力 (1967年)
- 殺人狂時代（1967年）
- 日本のいちばん長い日（1967年）
- 100発100中 黄金の眼（1968年）
- 娘の季節（1968年）
- 首（1968年）
- 連合艦隊司令長官 山本五十六（1968年）
- 兄貴の恋人（1968年）
- 肉弾（1968年）
- 祇園祭（1968年）
- 風林火山（1969年・東宝）
- 二人の恋人（1969年）
- 御用金（1969年）
- 人斬り（1969年）
- 日本海大海戦（1969年）
- 野獣都市（1970年）
- 戦争と人間 第一部 運命の序曲（1970年・日活）
- 家族（1970年）
- 凄い奴ら（1971年）
- 幻の殺意（1971年）
- 恋人って呼ばせて（1971年）
- 戦争と人間 第二部 愛と悲しみの山河（1971年）
- 雨は知っていた（1971年）
- 激動の昭和史 沖縄決戦（1971年）
- 出所祝い（1971年）
- 女の花道（1971年）
- 制服の胸のここには（1972年）
- 辻が花（1972年）
- 札幌オリンピック（1972年）
- 海軍特別年少兵（1972年）
- にっぽん三銃士 おさらば東京の巻（1972年）
- 故郷（1972年）
- 日本人（1972年）
- 恍惚の人（1973年）
- にっぽん三銃士 博多帯しめ一本どっこの巻（1973年）
- 藍より青く（1973年）
- 王将（1973年）
- 忍ぶ糸（1973年）
- 戦争と人間 第三部 完結篇（1973年）
- 喜劇 紫綬褒章（1973年）
- 野良犬（1973年）
- 日本沈没（1973年・東宝）
- 華麗なる一族（1974年・東宝）
- 鬼輪番（1974年）
- 暴力街（1974年）
- 街の灯（1974年）
- ルパン三世 念力珍作戦（1974年）
- 青葉繁れる（1974年）
- メス（1974年）
- 告訴せず（1975年）
- 吶喊（1975年）
- 三億円をつかまえろ（1975年）
- 球形の荒野（1975年・松竹）
- わが青春のとき（1975年）
- 金環蝕（1975年）
- 友情（1976年）
- 妻と女の間（1976年）
- 不毛地帯（1976年・東宝）
- 星と嵐（1976年）
- 地上最強の空手 PART 2（1976年）
- 春琴抄（1976年）
- アラスカ物語（1977年）
- 巨人軍物語 進め!!栄光へ（1977年）
- あしたの火花（1977年）
- 坊っちゃん（1977年）
- 黒木太郎の愛と冒険（1977年）
- 幸福の黄色いハンカチ（1977年・松竹）
- 分校日記 イーハトーブの赤い屋根（1978年）
- 夜が崩れた（1978年）
- キタキツネ物語（1978年）
- 皇帝のいない八月（1978年）
- ダイナマイトどんどん（1978年）
- ブルークリスマス（1978年）
- 炎の舞（1978年）
- あゝ野麦峠（1979年）
- 闇の狩人（1979年）
- 真田幸村の謀略（1979年）
- 英霊たちの応援歌 最後の早慶戦（1979年）
- 遙かなる山の呼び声（1980年）
- 地球（テラ）へ…（1980年、アニメ映画）
- 子どものころ戦争があった（1981年）
- 日本の熱い日々 謀殺・下山事件（1981年）
- 近頃なぜかチャールストン（1981年）
- シュンマオ物語タオタオ（1981年、アニメ映画）
- あゝ野麦峠 新緑篇（1982年）
- 南十字星（1982年）
- 雪華葬刺し（1982年）
- せんせい（1983年）
- 陽暉楼（1983年）
- 海嶺（1983年）
- 君のふるさとに太陽がのぼった（1984年）
- 北の螢（1984年）
- 櫂（1985年）
- 薄化粧（1985年）
- 十手舞（1986年）
- 母さんの樹（1986年）
- 極道の妻たち（1986年）
- ユーパロ谷のドンベース（1986年）
- おじさんは原始人だった（1987年）
- 吉原炎上（1987年）
- 塀の中の懲りない面々（1987年）
- イタズ（1987年）
- 街は虹いろ 子ども色（1987年）
- 女咲かせます（1987年）
- 敦煌（1988年）
- 将軍家光の乱心 激突 (1989年)
- 春来る鬼 (1989年)
- GREEN BOY グリーンボーイ (1989年)
- 夢見通りの人々 (1989年)
- 女帝 春日局 (1990年)
- 大誘拐 RAINBOW KIDS（1991年）
- 陽炎（1991年）
- 戦争と青春（1991年）
- 釣りバカ日誌4（1991年・松竹）
- 女殺油地獄（1992年）
- わが愛の譜 滝廉太郎物語（1993年）
- 釣りバカ日誌スペシャル（1994年・松竹）
- 東雲楼 女の乱（1994年）
- ひめゆりの塔（1995年）
- EAST MEETS WEST（1995年）
- 三たびの海峡（1995年）
- 現代仁侠伝（1997年）
- 雨あがる（2000年）[2][注釈 2]

### テレビ
- 遊撃戦（1966年）
- 若者たち（1966年）

佐藤作曲の同名主題歌（作詞：藤田敏雄、歌：ザ・ブロード・サイド・フォー）は、後に森田健作もカヴァーした。
- 三姉妹（1967年・大河ドラマ）
- 眠狂四郎（1967年）
- ゴメスの名はゴメス （1967年）
- お庭番 （1968年） テーマ曲
- ジキルとハイド（1969年）
- 愛と死の砂漠（1971年）
- 若草物語（1973年）
- 水滸伝（1973-74年）
- 非情のライセンス (1973-1980年）

エンディング曲「昭和ブルース」（作詞：山上路夫　歌：天知茂）
- 荒野の素浪人・第2シリーズ（1974年）

なお、第1シリーズは、菊地俊輔が担当している。
- 青春の門（1976年）
- ライオン奥様劇場　人間の条件（1976年）
- 土曜ワイド劇場　帝銀事件 大量殺人・獄中32年の死刑囚（1980年）原作：松本清張、脚本：新藤兼人、監修：野村芳太郎、演出：森崎東
- 蒼き狼（1980年）テレビ朝日・超大作6時間ドラマ、同時に「交響詩 蒼き狼」としてサウンド・トラックLPが作られた（演奏は新日本フィルハーモニー交響楽団）。
- 文吾捕物帳（1981-82年）
- 時代劇スペシャル（CX）
  - 沓掛時次郎（1981年）
  - 素浪人罷り通る（1981年）
  - 素浪人罷り通る 暁の死闘（1982年）
  - 素浪人罷り通る 血煙りの宿（1982年）
  - 地獄の掟（1982年）
  - 素浪人罷り通る 去るも地獄残るも地獄（1983年）
  - 素浪人罷り通る 涙に消えた三日極楽（1983年）
  - 素浪人罷り通る 矢立峠に裏切りを見た（1983年）
  - 魔境殺生谷の秘密（1983年）
- 妻の旅立ち（1984年）
- 春の波涛（1985年・NHK大河ドラマ）
- 太閤記（1987年・TBS）
- 織田信長（1989年・TBS）
- 坂本龍馬（1989年・TBS）
- 源義経（1990年・TBS）
- 十三人の刺客（1990年）
- 忠臣蔵 風の巻・雲の巻（1991年）
- 残月の決闘（1991年）
- 武田信玄（1991年・TBS）
- 平清盛（1992年・TBS）
- 天下を獲った男 豊臣秀吉（1993年・TBS）
- 八丁堀捕物ばなし （1993年・CX）
- 松本清張の異変街道（1993年）
- 御家人斬九郎（1995年・CX）
- 荒木又右衛門 伊賀の決闘（1997年、CX / 映像京都）
- 鞍馬天狗（2001年、CX）

### 歌謡曲
- 若者たち（原題「空にまた陽が昇るとき」、ブロード・サイド・フォー、1966年）
- さらば（シュリークス、1970年）
- 恋文（由紀さおり、1973年）
- 一本の鉛筆（美空ひばり、1974年）
- 望郷詩（春日八郎、1977年）
- ブルークリスマス（Char（チャー）、1978年。同名映画の主題歌）
- 十五の頃（紅梅集）（山口百恵、1978年。両楽曲ともアルバム『曼珠沙華』に収録）
- 今すぐゆくから（滝田栄、1981年。『文吾捕物帳』主題歌）

### 校歌
- 広島県江田島市立中町小学校
- 北海道留萌市立沖見小学校(現在は廃校)
- 北海道札幌市立新川中学校
- 私立八王子実践中学・高等学校

### 著書
- 『音のない映画館』立風書房（原著1986-8-1）。ISBN 4651780210。
- 『300/40　その画・音・人』キネマ旬報社（原著1994-10-1）。ISBN 4873761077。

### その他
- 上田わっしょい（1972年。詞伊藤アキラ。長野県上田市の市民祭りの歌。映画『サマー・ウォーズ』でも使用された。）
- 『ゴジラ FINAL WARS』では佐藤が過去に担当したゴジラ作品からの曲が使われているが、クレジットに名前は入っていない。

## 受賞歴
- 1980年 - 第3回日本アカデミー賞最優秀音楽賞
- 1981年 -  第4回日本アカデミー賞最優秀音楽賞
- 1984年 -  第7回日本アカデミー賞最優秀音楽賞
- 1994年 - 紫綬褒章[7]、芸術選奨文部大臣賞。
- 1996年 - 第19回日本アカデミー賞優秀音楽賞[18]
- 1999年 - 勲四等旭日小綬章[7][19]。
- 2000年 - 第24回日本アカデミー賞最優秀音楽賞